# Zalesie (Barczewo)
Zalesie (deutsch Vorwerkswalde) ist ein Ort in der polnischen Woiwodschaft Ermland-Masuren. Er Gehört zur Gmina Barczewo (Stadt-und-Land-Gemeinde Wartenburg in Ostpreußen) im Powiat Olsztyński (Kreis Allenstein).

## Geographische Lage
Zalesie liegt am Nordufer des Großen Aaritzsees (polnisch Jezioro Orzyc) im Westen der Woiwodschaft Ermland-Masuren, 18 Kilometer nordöstlich der Kreis- und Woiwodschaftshauptstadt Olsztyn (deutsch Allenstein).

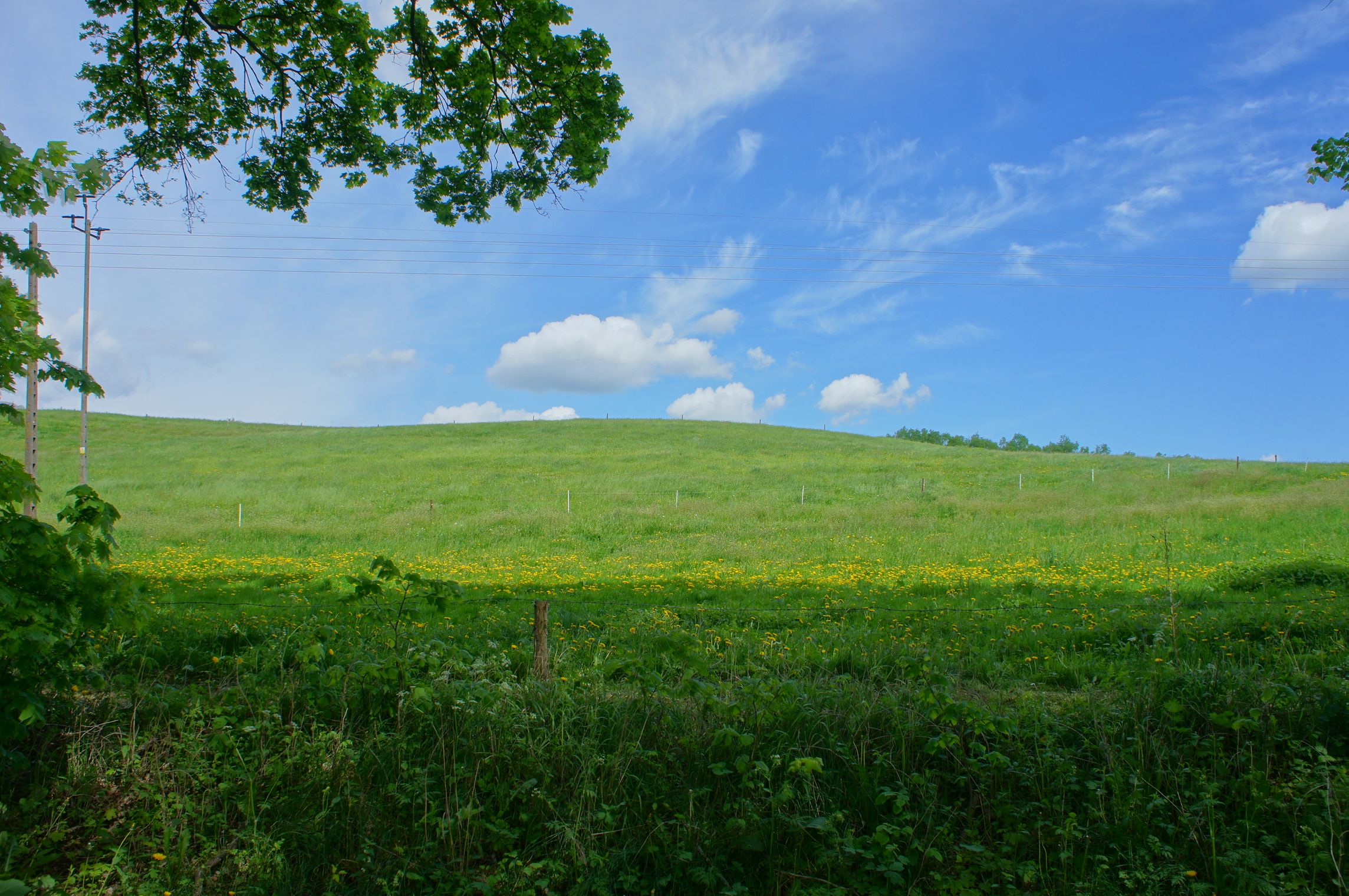
Hügellandschaft bei Zalesie

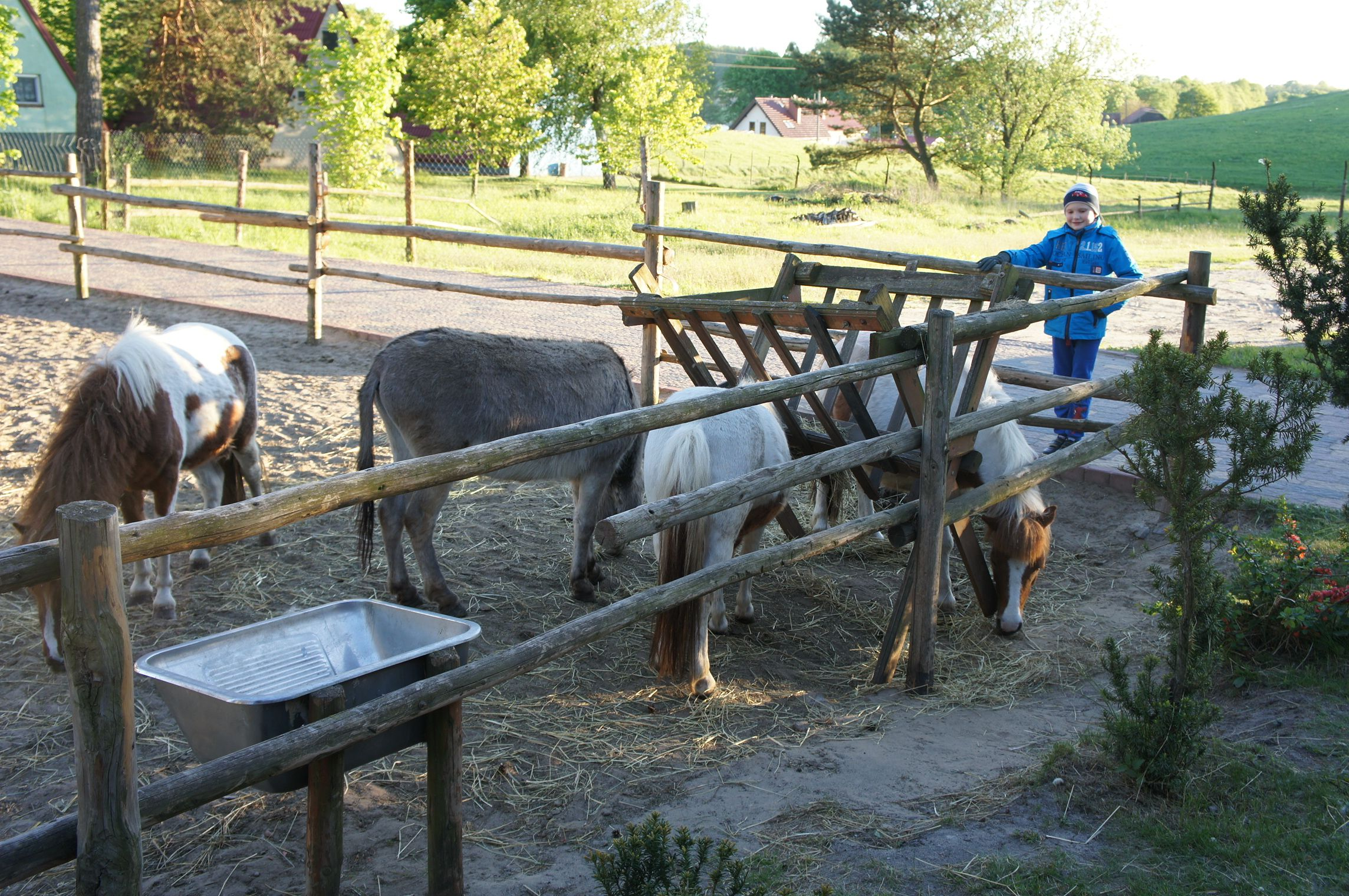
Tierhaltung in Zalesie

|  |

## Geschichte
Die vor 1820 Folwerk genannte Försterei gehörte vor 1945 zum Stadtforst Wartenburg. Im Jahre 1905 zählte der kleine Ort vier Einwohner.
Teils wird eine Namensänderung von Vorwerkswalde in „Waldhausen“ mit unsicherer Datierung auf 1938 überliefert. Das Messtischblatt von 1938 sowie die Heereskarte von 1944, die beide die Umbenennungen anderer Orte berücksichtigen, benennen den Ort aber weiterhin als Vorwerkswalde.
Als 1945 in Kriegsfolge das gesamte südliche Ostpreußen an Polen fiel, erhielt Vorwerkswalde/Waldhausen die polnische Namensform „Zalesie“. Heute ist der Ort Sitz eines auch für den Nachbarort Rejczuchy (Karolinenhof) zuständigen Sołectwo („Schulzenamt“) innerhalb der Stadt-und-Land-Gemeinde Barczewo (Wartenburg i. Ostpr.) im Powiat Olsztyński (Kreis Allenstein), zwischen 1975 und 1998 der Woiwodschaft Olsztyn, seither der Woiwodschaft Ermland-Masuren zugehörig. Im Jahre 2011 zählte Zalesie 69 Einwohner.

## Kirche
Bis 1945 war Vorwerkswalde kirchlich nach Wartenburg eingepfarrt. Katholischerseits blieb diese Beziehung auch nach 1945 für Zalesie bestehen. Evangelischerseits besteht heute der Bezug zur Kirche in Olsztyn (Allenstein).

## Verkehr
Zalesie ist von der Stadt Barczewo aus auf direktem Wege zu erreichen. Ein eigener Bahnanschluss besteht nicht.